# Новь (газета)
Новь — иллюстрированная газета Алексея Алексеевича Суворина (А. Порошина), сына А. С. Суворина. Издавалась в Москве в 1914—1915 годах.

## История
В 1903 году А. А. Суворин начал издавать в Санкт-Петербурге ежедневную газету «Русь», которая имела значительный успех, а за её основателем и редактором «установилась прочная репутация бунтаря, безумца, конквистадора, порой народника, порой славянофила, во всяком случае бесспорного и горячего патриота — без примечаний и кавычек». Издатель, в конце концов, разорился, но спустя некоторое время нашел пайщиков и решил начать издавать новую газету — в Москве. 
В состав редакции Суворин пригласил А. Борового, Ф. Купчинского, Б. Ивинского, Ликиардопуло; секретарём — Ю. М. Бочарова. Первый номер появился 12 января 1914 года. Редакция располагалась на Большой Дмитровке.
Редактором был Б. Ивинский; А. Боровой писал передовые статьи (по требованию издателя, — размером не более сорока строк, а лучше — «5, 10, максимум 20 строк!»); иностранным отделом газеты заведовал Ликиардопуло; фельетоны писали Ю. Бочаров, Ф. Купчинский и В. Дуров. Как отмечал А. Боровой в сотрудниках газеты «числились разнообразнейшие люди — от профессоров университета до вполне малограмотных людей», среди них: А. Шполянский (Дон-Аминадо), писавший фельетоны в стихах; В. Свенцицкий, ставший позже священником; П. Успенский, разрабатывавший систему четвёртого пути; парижским корреспондентом газеты был А. В. Луначарский; литературно-художественным отделом руководил Марк Криницкий, литературно-критический раздел вёл Владимир Маяковский, Н. В. Туркин (под псевдонимом "Алатров") отвечал за театральное обозрение.
Газета печатала романы. Фактически, она была не столько газетой, сколько общедоступным еженедельным журналом — обильно иллюстрированным, со множеством отделов. Стоила всего две копейки и уже через два месяца выходившая тиражом в сорок тысяч экземпляров.
Выходила в 1914 году 4 месяца; затем возникли финансовые трудности; осенью выход её возобновился, но через три месяца она «угасла навсегда по причинам, лежавшим уже в природе личного своеобразия самого Суворина».